# 메리나인

메리나인의 기

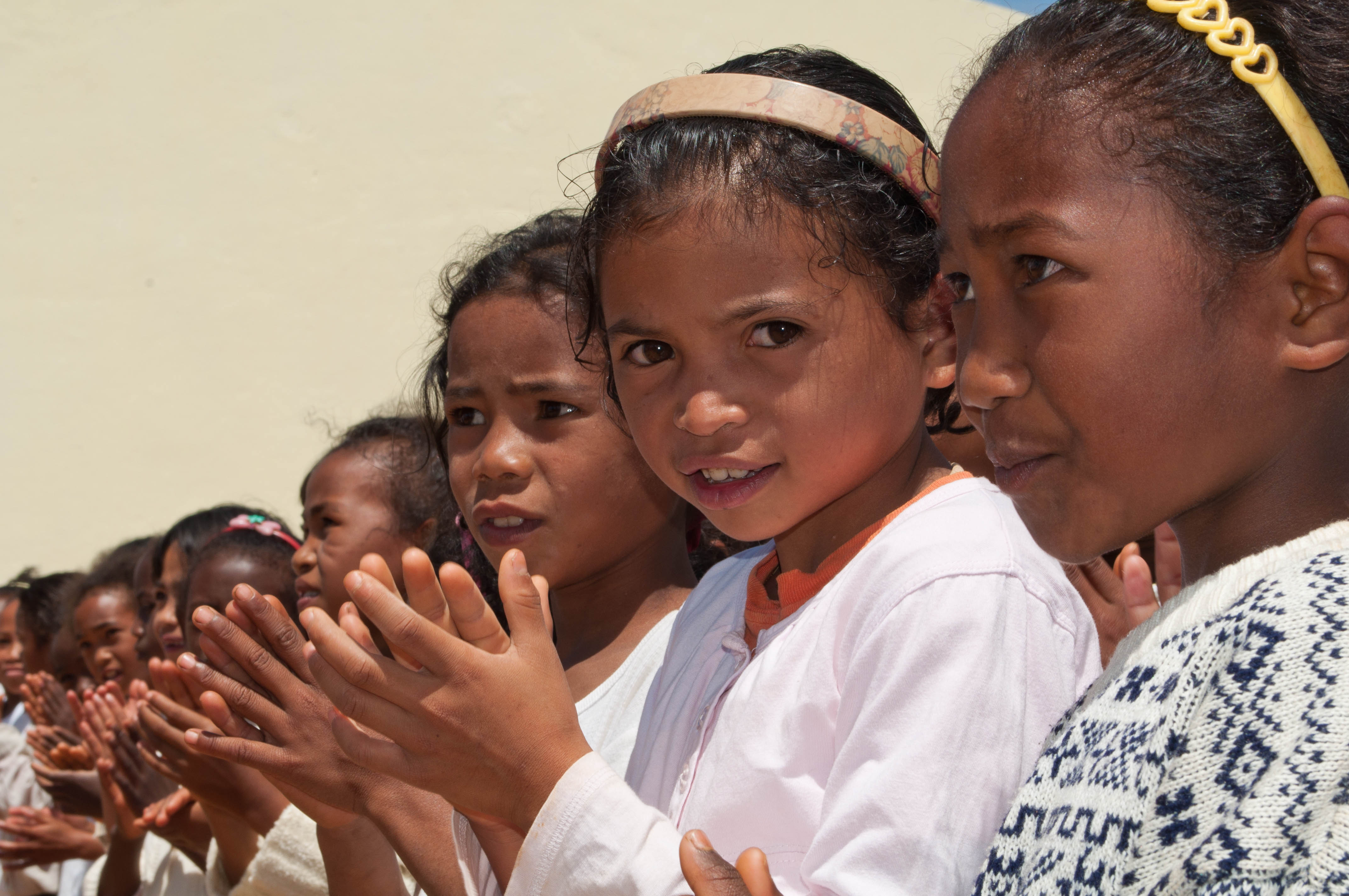

메리나인은 마다가스카르를 구성하는 주요 종족이다. 섬 중부 고지에 모여 살며, 오스트로네시아어족에 속하는 언어를 쓴다. 메리나인의 선조는 기원전 1세기 무렵에 지금의 인도네시아 보르네오 섬이 원거지로, 인도양을 건너 마다가스카르 섬에 정착했다. 이 때문에 메리나인의 외모는 오늘날도 말레이시아,인도네시아에 사는 말레이계 민족과 상당히 비슷하다. 메리나인은 마다가스카르 전역을 통치력을 뻗친 메리나 왕국의 수립 이후로 마다가스카르의 주종족으로, 상류~중류층 인구의 다수를 차지하고 있으며, 정치,경제,사회 각 분야에서 활약하고 있다.

## 같이 보기
- 메리나 왕국